# География Румынии

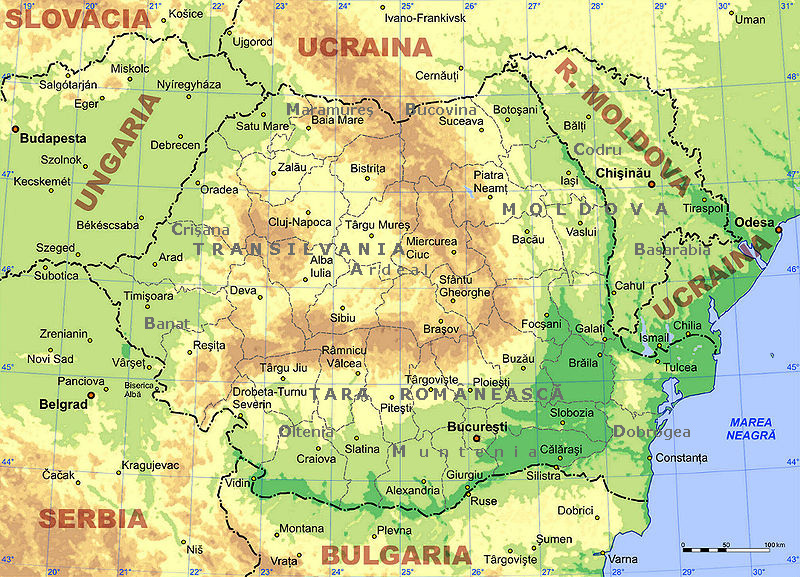
Физическая карта Румынии

Румыния (рум. România) — государство на юго-востоке Европы, часто относится к Балканским странам.
На востоке Румыния граничит по реке Прут с Молдавией, по реке Дунай с Украиной, на севере вновь с Украиной, на западе с Венгрией и Сербией, на юге с Болгарией, на юго-востоке омывается водами Чёрного моря.
Площадь
- общая: 238 391 км²
- земля: 230 340 км²
- вода: 8051 км²

Граница
- протяжённость: 2508 км
- страны: Болгария — 608 км, Венгрия — 443 км, Молдавия — 450 км, Сербия — 476 км, Украина — 531 км.

Береговая линия: 256 км побережья Чёрного моря (см. Черноморское побережье Румынии).
Климат: умеренный; холодная, облачная зима с частым снегом и туманами; солнечное лето с частыми ливнями и грозами. На черноморском побережье зимы мягкие, влажные, лето долгое тёплое.
Природные ресурсы: нефть, древесина, природный газ, каменный уголь, золото, железная руда, соль, пахотные земли, гидроэнергоресурсы.
Высшая точка Румынии — гора Молдовяну (2544 м), низшая — побережье Чёрного моря (0 м). Высочайшие горы — Карпаты.
Единственное в Румынии вулканическое озеро Святая Анна находится в западном кратере вулкана Святая Анна.